# Ibrahim Ghaleb
Ibrahim Mohammed Ghaleb Jahshan (28 de setembro de 1990) é um futebolista profissional saudita que atua como defensor.

## Carreira
Ibrahim Ghaleb representou a Seleção Saudita de Futebol na Copa da Ásia de 2015.